# Cissus flavens
Cissus flavens är en vinväxtart som beskrevs av Desc.. Cissus flavens ingår i släktet Cissus och familjen vinväxter. Inga underarter finns listade i Catalogue of Life.